# Игуманија Меланија (Пантелић)
Меланија (световно Добросава Пантелић; Риђевштица код Трстеника, 3. фебруар 1934 — Манастир Липовац, 22. септембар 2020) била је игуманија Манастира Липовца.

## Биографија
Мати Меланија рођена је 3. фебруара 1934. године у селу Риђевштица од благочестивих родитеља Смиљка и Томке. На крштењу добија име Добросава. Свој монашки пут мати Меланија започиње у Манастиру Наупари. На Велику суботу 1951. године долази у Манастир Дивљане. Монашки постриг прима на Петровдан 1954. године и на монашењу добија име Меланија. Године 1975. монахиња Меланија из манастира Светог Димитрија премештена је у Манастир Липовац одлуком Епископа жичког Василија, администратора Епархије нишке.
Дана 9. децембара 2005. године изабрана је за игуманију манастира Светог Стефана у Липовцу. Чин рукопроизводства и увођење у дужност игуманије обавио је Његово Преосвештенство Епископ нишки Г. Иринеј 10. децембара 2005. године.
Упокојила се у Господу 22. септембра 2020. године у Манастиру Липовцу, сахрањена је на монашком гробљу.